# روبرت ك. أوبراين
روبرت ك. أوبراين (بالإنجليزية: Robert C. O'Brien)‏‏ (11 يناير 1918 في بروكلين - 5 مارس 1973 في واشنطن) كاتب، وروائي، وصحفي، وكاتب سيناريو، وكاتب خيال علمي، وكاتب للأطفال من الولايات المتحدة.

## الجوائز
- جائزة إدغار

## روابط خارجية
- روبرت ك. أوبراين على موقع IMDb (الإنجليزية)
- روبرت ك. أوبراين على موقع قاعدة بيانات الفيلم (الإنجليزية)